# 메리크리스마스 (기업)
메리크리스마스는 대한민국의 영화 배급사이다.

## 주요작품 목록
| 국가 | 제목            | 개봉일              | 종류 | 담당       |
| ---- | --------------- | ------------------- | ---- | ---------- |
| 한국 | 《내안의 그놈》 | 2019.1.9            | 실사 | 제공, 배급 |
| 한국 | 《로망》        | 2019.4.3            | 실사 | 제공, 배급 |
| 한국 | 《양자물리학》  | 2019.9.25           | 실사 | 제공, 배급 |
| 한국 | 《승리호》      | 2021.2.5 (넷플릭스) | 실사 | 제공, 배급 |
| 한국 | 《미션 파서블》 | 2021.2.17           | 실사 | 배급       |
| 한국 | 《폭로》        | 2023.9.20           | 실사 | 배급       |
| 한국 | 《어게인 1997》 | 2024.4.10           | 실사 | 배급       |
| 한국 | 《드라이브》    | 2024.6.12           | 실사 | 제공, 배급 |
| 한국 | 《우천사》      | 2024.10.16          | 실사 | 배급       |